# EU Большой Медведицы
EU Большой Медведицы (лат. EU Ursae Majoris) — поляр, двойная катаклизмическая переменная звезда типа AM Геркулеса (AM) в созвездии Большой Медведицы на расстоянии (вычисленном из значения параллакса) приблизительно 1079 световых лет (около 331 парсека) от Солнца. Видимая звёздная величина звезды — от +16,93m до +16,45m.

## Характеристики
Первый компонент — аккрецирующий белый карлик спектрального класса DB.
Второй компонент — оранжевая звезда спектрального класса K. Эффективная температура — около 4000 К.